# Hamsun (film)
Hamsun è un film del 1996 diretto da Jan Troell.
Il soggetto è incentrato sulla vita dello scrittore premio Nobel norvegese Knut Hamsun.
Basato sul libro Processen mod Hamsun dell'autore danese Thorkild Hansen, racconta del processo subito da Hamsun al termine della seconda guerra mondiale come presunto collaborazionista del regime nazista.

## Riconoscimenti
- Guldbagge - 1997
  - Miglior film
  - Migliore attrice a Ghita Nørby
  - Miglior attore a Max von Sydow
  - Migliore sceneggiatura a Per Olov Enquist
- Premio Robert - Premi Robert 1997
  - Migliori costumi a Lotte Dandanell